# Coalition européenne (2004)
La Coalition européenne (en espagnol Coalición Europea) est une coalition électorale née en Espagne pour les élections européennes de juin 2004. Elle prend son nom de la coalition qui s'est formée pour les élections précédentes, en juin 1999. Elle comprenait huit partis régionaux de centre et de centre-droit :
- Coalición Canaria (CC),
- Partido Aragonés (PAR),
- Partido Andalucista (PA)
- Unión Valenciana (UV), tous les 4, membres de la coalition de 1999, auxquels se sont ajoutés :
- Convergencia de Demócratas de Navarra (CDN),
- Unió Mallorquina (UM),
- Partíu Asturianista (PAS)
- Extremadura Unida (EU).

Les six premiers étaient représentés dans les assemblées régionales.
Les quatre premières places de la liste étaient : Alejandro Rojas-Marcos (PA), Alfredo Belda Quintana (CC), Valero Eustaquio (UV) et Juan Manuel Ferrández Lezaún (PAR). La coalition obtint 197 231 voix, soit 1,27 % dans toute l'Espagne (6e et première formation sans élu). En 1999, elle avait remporté deux députés européens. C'est aux Canaries (90 619 voix) et en Andalousie (63 783 voix), où la coalition emporta le plus de voix.